# Anders Strome
Anders Strome (né le 23 novembre 1981 à Winnipeg, dans la province du Manitoba au Canada) est un joueur professionnel canadien de hockey sur glace.

## Carrière de joueur
Joueur canadien ayant évolué trois ans dans les rangs universitaires américain avant de faire le saut chez les professionnels en 2003-04. Il joignit alors le Thunder de Wichita de la Ligue centrale de hockey. Il fut par contre échangé en cours de saison aux Cotton Kings de Lubbock avec lesquels il joua quelques saisons aux cours de sa carrière.
En 2005-06, il fit un passage dans l'ECHL y jouant pour trois clubs avant de retourner dans la LCH. En 2008-09, il s'en alla jouer dans la AL-Bank ligaen au Danemark. Il accroche ses patins au terme de la saison 2009-10 qu'il passe dans l'ECHL.

## Statistiques en carrière
| Saison    | Équipe                                              | Ligue          |    | Saison régulière | Saison régulière | Saison régulière | Saison régulière | Saison régulière |   | Séries éliminatoires | Séries éliminatoires | Séries éliminatoires | Séries éliminatoires | Séries éliminatoires |
| Saison    | Équipe                                              | Ligue          | PJ | B                | A                | Pts              | Pun              | PJ               | B | A                    | Pts                  | Pun                  |                      |                      |
| 2000-2001 | River Hawks de l'Université du Massachusetts-Lowell | NCAA           | 21 | 1                | 1                | 2                | 8                | -                | - | -                    | -                    | -                    |                      |                      |
| 2001-2002 | River Hawks de l'Université du Massachusetts-Lowell | NCAA           | 38 | 14               | 9                | 23               | 8                | -                | - | -                    | -                    | -                    |                      |                      |
| 2002-2003 | River Hawks de l'Université du Massachusetts-Lowell | NCAA           | 32 | 5                | 5                | 10               | 10               | -                | - | -                    | -                    | -                    |                      |                      |
| 2003-2004 | Thunder de Wichita                                  | LCH            | 40 | 15               | 18               | 33               | 51               | -                | - | -                    | -                    | -                    |                      |                      |
| 2003-2004 | Cotton Kings de Lubbock                             | LCH            | 25 | 10               | 9                | 19               | 8                | -                | - | -                    | -                    | -                    |                      |                      |
| 2004-2005 | Cotton Kings de Lubbock                             | LCH            | 60 | 35               | 22               | 57               | 56               | 5                | 2 | 3                    | 5                    | 4                    |                      |                      |
| 2005-2006 | Ice Dogs de Long Beach                              | ECHL           | 4  | 0                | 1                | 1                | 0                | -                | - | -                    | -                    | -                    |                      |                      |
| 2005-2006 | Everblades de la Floride                            | ECHL           | 28 | 6                | 8                | 14               | 12               | -                | - | -                    | -                    | -                    |                      |                      |
| 2005-2006 | Stingrays de la Caroline du Sud                     | ECHL           | 22 | 8                | 12               | 20               | 14               | 6                | 5 | 2                    | 7                    | 4                    |                      |                      |
| 2006-2007 | Rage de Rocky Mountain                              | LCH            | 27 | 13               | 9                | 22               | 24               | -                | - | -                    | -                    | -                    |                      |                      |
| 2006-2007 | Cotton Kings de Lubbock                             | LCH            | 36 | 19               | 17               | 36               | 34               | -                | - | -                    | -                    | -                    |                      |                      |
| 2007-2008 | Brahmas du Texas                                    | LCH            | 64 | 34               | 26               | 60               | 88               | 14               | 9 | 5                    | 14                   | 10                   |                      |                      |
| 2008-2009 | Odense Ishockey Klub                                | AL-Bank ligaen | 44 | 26               | 19               | 45               | 111              | 9                | 4 | 4                    | 8                    | 31                   |                      |                      |
| 2009-2010 | Brahmas du Texas                                    | LCH            | 12 | 5                | 1                | 6                | 10               | -                | - | -                    | -                    | -                    |                      |                      |
| 2009-2010 | RiverKings du Mississippi                           | LCH            | 17 | 3                | 2                | 5                | 20               | -                | - | -                    | -                    | -                    |                      |                      |
| 2009-2010 | Thunder de Wichita                                  | LCH            | 20 | 2                | 3                | 5                | 18               | -                | - | -                    | -                    | -                    |                      |                      |
| 2011-2012 | Beavers de Carman                                   | SEMHL          | 4  | 5                | 6                | 11               | 4                | -                | - | -                    | -                    | -                    |                      |                      |
| 2012-2013 | Xpress de Plum Coulee                               | SEMHL          | 19 | 13               | 30               | 43               | 24               | 5                | 6 | 4                    | 10                   | 6                    |                      |                      |